# Gärtner Pötschke
Die Gärtner Pötschke GmbH ist ein seit 1912 bestehendes Unternehmen für Gartenbedarf. Es ist das fünftälteste Versandhaus in Deutschland. Mit einer Auflage von mehr als 1,3 Millionen ist Gärtner Pötschkes Großes Gartenbuch das meistverkaufte deutschsprachige Gartenbuch.

## Geschichte
Im Jahr 1912 gründete Harry Pötschke (21. April 1884 – 18. Mai 1970) das Unternehmen Gärtner Pötschke in Mörsdorf, Thüringen, das 1934 nach Arnstadt umzog. Das Kerngeschäft beschränkte sich anfangs auf den Verkauf von Sämereien. Nachdem der Firmensitz in Arnstadt am 6. Februar 1945 bei einem Bombenangriff zerstört wurde, erfolgte 1949 der Wiederaufbau des Unternehmens an der Büttgener Straße in Kaarst. Von 1960 bis 1982 führte Werner Pötschke (* 19. August 1910 – 1999), der Sohn des Firmengründers, die Geschäfte. Bis zur Übernahme durch die Weltbild Gruppe im August 2019 betrieb Cornelia Pötschke-Kirchhartz, die Tochter Werner Pötschkes, das Unternehmen in der 3. Generation. Ihr Mann Peter Kirchhartz war bis zu seinem Tod im August 2014 ebenfalls Mitglied der Geschäftsführung.
Die Sortennamen eigener Pflanzenzüchtungen (Aster novae-angliae Andenken an Alma Pötschke (1969), Rose Opa Pötschke und Rose Cornelia Pötschke) erinnert an die langjährige Familientradition.
Der Betrieb in Kaarst beschäftigt in der Hauptsaison etwa 200 Mitarbeiter.
Nach einem Insolvenzverfahren in Eigenverwaltung im Jahr 2019 wurde Gärtner Pötschke durch die Weltbild-Gruppe übernommen und wird als eigenständiges Unternehmen weitergeführt. Der Standort in Kaarst, die Arbeitsplätze der rund 150 Mitarbeiter sowie Name und Logo blieben erhalten. Infolge der Insolvenz von Weltbild meldete Gärtner Pötschke Ende Juni 2024 erneut Insolvenz an. Mitte September 2024 wurde das Insolvenzverfahren durch eine Übernahme des Unternehmens durch die Droege Group beendet und Gärtner Pötschke als eigenständiges Unternehmen weiter geführt. Am 2. Juni 2025 hat die Gärtner Pötschke GmbH beim zuständigen Amtsgericht Düsseldorf Insolvenz angemeldet. Zum vorläufigen Insolvenzverwalter wurde Rechtsanwalt Dr. Christian Holzmann von der Rechtsanwaltskanzlei Brinkmann & Partner, bestellt.

## Produkte
Das Sortiment wurde im Laufe der Jahre immer weiter ausgedehnt, das ursprüngliche Kerngeschäft der Sämereien erweitert.
Der Versandhandel entwickelte sich ursprünglich aus Gärtner Pötschkes Gartenbuch, das ab 1936 erschien und Katalog und Gartenratgeber in einem war. 1941 erschien erstmals Gärtner Pötschkes Siedlerbuch, das kein Katalog mehr war. Sein Nachfolger war ab 1964 Gärtner Pötschkes Großes Gartenbuch. Kataloge erschienen separat. Außerdem gibt das Unternehmen den Kalender Der Grüne Wink und Gärtner Pötschkes Praktischer Gartenratgeber heraus. Der Grüne Wink ist ein Abreißkalender für 365 Tage im Jahr, Gärtner Pötschke tritt als Cartoon jeden Tag auf, gibt aktuelle Gartentipps, auch seine Frau und Enkel tauchen auf. Dabei ist der Stil durch die drei Farben schwarz, grün und rot geprägt. Die comicartigen Figuren gibt es in dieser Form seit 1939, typisch sind auch gedichtete Sprüche zum aktuellen Tipp, die Werner Pötschke ursprünglich selbst verfasste.

## Auszeichnung
- Deutscher Onlinehandel-Award in der Kategorie DIY 2019[12][13]
- Deutscher Onlinehandel-Award in der Kategorie DIY 2020[14]
- German Innovation Award 2021[15]